# Однолистые листоносы
Однолистые листоносы (лат. Monophyllus) — род летучих мышей семейства листоносых. Встречаются на Антильских островах. Включает 2 вида.

## Описание
Длина тела с головой от 50 до 80 мм, хвоста от 4 до 16 мм, длина предплечья между 35 и 45 мм, масса листоноса Лича 8—13 г, а барбадосского листоноса — 12,5—17,2 г. Шерсть короткая. Окрас тела варьирует от коричневого до серовато-коричневого, брюхо иногда более светлое. Морда длинная и узкая. Уши маленькие, круглые и раздельные. Зубная формула: 2/2, 1/1, 2/3, 3/3 = 34.

## Поведение
Днюют в пещерах. Едят фрукты и нектар, возможно, также насекомых.

## Виды
- † Monophyllus frater. Вид известен по скелетным остаткам с острова Пуэрто-Рико. Исчез в XVIII веке, по-видимому, в связи с вырубкой лесов и освоением человеком мест обитания.[3]
- Барбадосский листонос (Monophyllus plethodon)
- Листонос Лича (Monophyllus redmani)